# 遠藤政樹
遠藤 政樹（えんどう まさき、1963年8月 - ）は、日本の建築家。千葉工業大学教授。吉岡賞、JIA新人賞など受賞。東京都出身。　

## 概要
- 鉄骨構造の住宅や商業施設を含んでいる集合住宅を発表している。2004年度グッドデザイン賞を受賞した「ナチュラル・エリプス(Natural Ellipse)」は、パリのポンピドゥー・センターの永久保存コレクションに選ばれ、模型とスケッチブックがセンター内に展示されている[1]。
- 「箱の家」シリーズで知られる難波和彦+界工作舎の出身[1]。

## 略歴
- 1963年 東京都生まれ[2]
- 1982年 東京都立戸山高等学校卒業[2]
- 1987年 東京理科大学理工学部建築学科卒業[3]
- 1989年 同大学院修士課程修了
- 1989〜1994年 難波和彦＋界工作舎
- 1994年 EDH遠藤設計室設立
- 1999年〜 東京理科大学非常勤講師
- 2004〜2008年 東京都立大学非常勤講師
- 2005〜2008年 千葉工業大学非常勤講師
- 2008年 千葉工業大学准教授
- 2013年 千葉工業大学教授

## 受賞歴
- 1997年 東京都都市計画局長賞（初台のアパート）
- 東京建築士会住宅建築賞（初台のアパート）
- 東京都建築士事務所協会東京建築賞（初台のアパート）
- 1998年 SDレビュー(Natural Unit)
- 2000年 第16回吉岡賞(Natural Shelter) 　第2回あたたかな住空間デザインコンペティション特別優秀賞(Natural Shelter)　東京建築士会住宅建築賞(Natural Shelter)
- 2003年 2003年度日本建築家協会JIA新人賞(Natural Ellipse)　第５回あたたかな住空間デザインコンペティション特別優秀賞(Natural Slats)　長浜・かねぼう町まちづくり集会所コンペ審査員特別賞
- 2004年 2004年度グッドデザイン賞(Natural Ellipse)　2004日本建築学会作品選奨(Natural Slats)
- 2005年 2005日本建築学会作品選奨(Natural Ellipse)
- 2006年 2006日本建築学会作品選奨(Natural Seam)
- 2008年 第16回BEST STORE OF THE YEAR優秀賞(Natural StripⅢ)
- 2009年 第12回TEPCO快適住宅コンテスト佳作(Natural Patches)　2009年度グッドデザイン賞(Natural Patches)

## 主な作品
- Natural Unit
- Natural Shelter
- Natural Ellipse
- Natural Slats
- Natural Seam
- Natural Patches
- Natural StripI
- Natural StripII
- Natural StripIII

## 著書
- ナチュラルエリップス―建築家遠藤政樹+池田昌弘 (World Architecture) 、バナナブックス、2006年